# Bucsa
Bucsa är en ort i Ungern. Den ligger i provinsen Békés, i den centrala delen av landet, 150 km öster om huvudstaden Budapest. Bucsa ligger 85 meter över havet och antalet invånare är 2 479.